# Annalisa - Tutti in Arena
Annalisa - Tutti in Arena è stato un programma televisivo italiano di intrattenimento musicale condotto dall'omonima cantante e trasmesso su Canale 5 il 5 settembre 2024 e successivamente riproposto l'11 agosto 2025.

## Antefatti
Successivamente alla pubblicazione dall'ottavo album in studio E poi siamo finiti nel vortice, la cantautrice ha annunciato un doppio spettacolo sold out presso l'Arena di Verona il 14 e 20 maggio 2024.
Il 24 agosto 2024 è stata annunciata la messa in onda televisiva della prima data su Canale 5.
La direzione artistica dello show è stata curata da Jacopo Ricci mentre la direzione musicale è stata curata da Daniel Bestonzo e Annalisa stessa. I costumi e abiti indossati sono stati scelti dalla casa di moda Dolce & Gabbana e dalla costumista Susanna Ausoni.

## Descrizione
Il programma ha visto Annalisa interpretare brani provenienti dalla sua discografia. Nel corso dello show la cantautrice ha inoltre duettato su brani di cinque ospiti musicali: Eppure sentire (un senso di te) con Elisa, La genesi del tuo colore con Irama, Superclassico con Ernia, Tango con Tananai e Come saprei con Giorgia.

## Esibizioni
Le esibizioni sono riportate in ordine di esecuzione nel programma.
- Euforia
- Se avessi un cuore
- Eppure sentire (un senso di te) (con Elisa)
- Ragazza sola
- Direzione la vita
- Movimento lento
- La genesi del tuo colore (con Irama)
- Un domani
- La crisi a Saint-Tropez
- Nuda
- Come saprei (con Giorgia)
- Eva+Eva
- Stelle
- Il mondo prima di te / Dieci
- Sweet Dreams (Are Made of This)
- Bellissima
- Tropicana / Disco Paradise
- Bollicine
- Bye Bye
- Tango (con Tananai)
- Mon Amour
- Medley Diamante lei e luce lui / Una finestra tra le stelle / Senza riserva
- Superclassico (con Ernia)
- Rosso corallo
- Tsunami
- Medley Vento sulla Luna / Walking on the Moon
- Sinceramente
- Indaco violento
- Storie brevi (con Tananai)

## Formazione

### Band
- Daniel Bestonzo – tastiera e sintetizzatore
- Gianni Pastorino  – tastiera e sintetizzatore
- Dario Panza – batteria

### Ballerini
- Simone Baroni – coreografo
- Davide Telleri – assistente coreografo
- Marco Ricciotti – assistente coreografo
- Agnese Acheampong
- Kevin Amadio
- Jacopo Ballabio
- Loris Carvana
- Giada Farano
- Lara Ferrari
- Deborah Pini
- Deghi Sverzut
- Yusef Zahir
- Johara Cornacchia

## Ascolti
| Messa in onda    | Ascolti        | Ascolti | Ascolti |
| Messa in onda    | Telespettatori | Share   | Fonte   |
| ---------------- | -------------- | ------- | ------- |
| 5 settembre 2024 | 2 203 000      | 16,54%  | [ 17 ]  |